# 竹原太一
竹原 太一（たけはら たいち、1976年1月26日 - ）は、奈良県出身のバスケットボール選手である。ポジションはガード。185cm、82kg。

## 来歴
郡山南中学校でバスケを始め、洛南高校、同志社大学に進み、1997・98年の2年連続で関西リーグ得点王・優秀選手賞の2冠を獲得。
卒業後は松下電器に入社。
2000年、オーエスジーに移籍。
2003年、豊田通商に移籍。
2014年引退。
2016年、ミニバスケットボールチームの監督を務める。

## 経歴
- 洛南高校 - 同志社大学 - 松下電器 - オーエスジー（2000年〜2003年） - 豊田通商（2003年〜）